# Dacryodes trapnellii
Dacryodes trapnellii är en tvåhjärtbladig växtart som beskrevs av Onana. Dacryodes trapnellii ingår i släktet Dacryodes och familjen Burseraceae. Inga underarter finns listade i Catalogue of Life.